# Bentley B.R.2

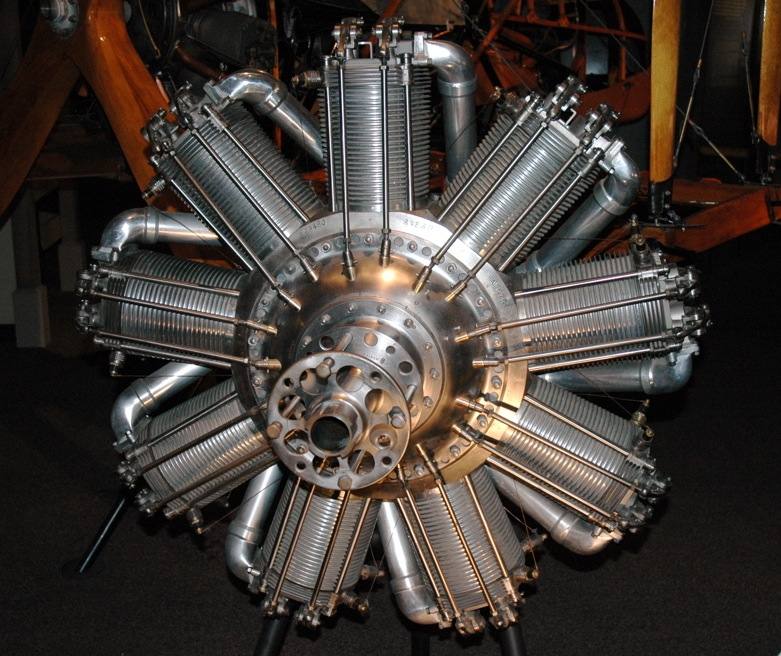
Bentley B.R.2

Bentley B.R.2 (B.R. = Bentley Rotary) byl letecký motor, jehož výroba byla zahájena roku 1918 u celkem pěti výrobců; ukončena byla po dodání 2567 kusů (zakázka na stavbu celkem 7300 motorů byla po ukončení války zkrácena o 4733). Konstrukce byla dílem námořního poručíka (později námořního kapitána) W. O. Bentleye, MBE, RNAS později zakladatele firmy Bentley Motors Limited, proslulé výrobou výkonných sportovních automobilů).
Motor poháněl celou řadu letounů, vedle známé stíhačky Sopwith 7F.1 Snipe (navazoval na konstrukci proslulého typu Sopwith Camel) můžeme uvést mj. i tyto typy:
- Airco D.H.6 Alula
- Armstrong Whitworth F.M.4 Armadillo
- Austin Triplane
- Boulton & Paul Bobolink
- Grain Griffin
- Nieuport B.N.1
- Nieuport Nightjar
- Sopwith Salamander
- Sopwith Buffalo
- Sopwith Gnu
- Vickers F.B.26A Vampire II

## Technická data (200 hp Bentley B.R.2)
- Typ: letecký motor, čtyřdobý zážehový vzduchem chlazený hvězdicový rotační devítiválec s atmosférickým plněním.

- Vrtání válce: 140 mm
- Zdvih pístu: 180 mm
- Celková plocha pístů: 1385 cm²
- Zdvihový objem motoru: 24 938 cm³
- Kompresní poměr: 5,26
- Průměr motoru: 1082 mm
- Délka motoru: 1130 mm
- Rozvod: OHV, dvouventilový
- Hmotnost suchého motoru (tj. bez provozních náplní): 215,5 kg
- Výkony:
  - vzletový: 230 hp (171,5 kW) při 1300 ot/min
  - maximální: 234 hp (174,5 kW) při 1350 ot/min